# Ichneumon albus
Ichneumon albus är en stekelart som beskrevs av Geoffroy 1785. Ichneumon albus ingår i släktet Ichneumon och familjen brokparasitsteklar. Inga underarter finns listade i Catalogue of Life.